# دوري آيسلندا الممتاز 1991
دوري آيسلندا الممتاز 1991 (بالآيسلندية: 1. deild karla í knattspyrnu 1991) هو الموسم 80 من  دوري آيسلندا الممتاز. أقيم خلال الفترة 20 مايو 1991 وحتى 14 سبتمبر 1991، والذي يشرف على تنظيمه اتحاد آيسلندا لكرة القدم، وكان عدد الأندية المشاركة فيه  10، وفاز فيه نادي فيكينغور.